# Histoire des Treize (film, 1917)
Histoire des Treize (titre original : La storia dei tredici) est un film muet italien réalisé par Carmine Gallone et sorti en 1917, d'après le roman éponyme d'Honoré de Balzac.

## Fiche technique
- Titre : Histoire des Treize
- Titre original : La storia dei tredici
- Réalisation : Carmine Gallone
- Scénario : Lucio D'Ambra, d'après le roman éponyme d'Honoré de Balzac
- Pays : Royaume d'Italie
- Date de sortie : octobre 1917
- Format : muet, noir et blanc

## Distribution
- Lyda Borelli
- Ugo Piperno
- Sandro Salvini